# Nothobomolochus chilensis
Nothobomolochus chilensis is een eenoogkreeftjessoort uit de familie van de Bomolochidae. De wetenschappelijke naam van de soort is voor het eerst geldig gepubliceerd in 1974 door Avdeev.